# Château de Rochefort-en-Yvelines
Pour les articles homonymes, voir Château de Rochefort.
Le château de Rochefort-en-Yvelines est un ancien château fort, de nos jours ruiné, dont les vestiges se dressent sur la commune française de Rochefort-en-Yvelines dans le département des Yvelines, en région Île-de-France.
Le bâtiment Louis XIII et les ruines de la tour font l’objet d’une inscription partielle au titre des monuments historiques par arrêté du 7 octobre 1931. Il ne doit pas être confondu avec le château Porgès de Rochefort-en-Yvelines situé non loin de là.

## Localisation
Le château est situé, sur une semelle rocheuse, sur la commune de Rochefort-en-Yvelines dans le département français des Yvelines. Il était posté en vigie, au cœur du domaine royal, sur la vieille route de Chartres, et permettait de rançonner les pèlerins se rendant auprès de la Vierge Chartraine.

## Historique générale des châteaux
Plusieurs demeures se succédèrent au fil des siècles sur la terre de Rochefort-en-Yvelines. Gui Ier de Rochefort « dit Le Rouge », de la famille de Montlhéry, y aurait élevé, sous le règne de Philippe Ier, le premier château féodal à la fin du XIe siècle ainsi que l’église encore visible, en contrebas de la colline, mais des traces  plus anciennes sont visibles sur cette colline.
De guerres en héritages, quatre cents ans plus tard (au XVIe siècle lors des guerres de Religion), le vieux château fut démoli. Il n'en reste aujourd'hui que deux courtines ruinées et une tour à l'est de la courtine médiane, qui coupait le château en deux. Ce n’est qu’au début du XVIIe siècle (vers 1620) que Hercule de Rohan, duc de Montbazon, devenu alors propriétaire du domaine, y fit construire une nouvelle demeure seigneuriale dont il ne reste aujourd'hui aucune trace.
Rochefort, ses terres et son château resteront la possession de la famille de Rohan pendant près de 235 ans. Charles-Louis Gaspard de Rohan fait construire un troisième château à la place du précédent à la fin du XVIIIe siècle. Mais, en 1830, le domaine, alors fortement déprécié, est cédé à Aimé de Pierre, marquis de Bernis, membre de la famille éloignée de Rohan. Ce dernier décède en 1846 ; son fils, le comte de Bernis, hérite du domaine mais le revend, neuf ans plus tard, à la famille de La Rochefoucauld.

## Description
Le château de Rochefort est situé sur un éperon rocheux gréseux de 150 m de long, par 15 à 20 m de large, et de 40 m de dénivelé par rapport au village. L'église quant à elle est située sur le versant ouest de l'éperon mais cette partie de la colline a été terrassée et un mur contrefort a été construit pour soutenir l'église, ce qui rend cette terrasse très stratégique puisque l'espace créé entre l'église et le parapet du mur terrasse est assez grand pour placer quelques engins défensifs comme des pierrières et autres bricoles.
À l'est de l'église, blottis entre les remparts du château et de l'église se trouvent les vestiges du tout premier village de Rochefort, ce village est entouré d'un rempart d'un mètre d’épaisseur, et a encore à certains endroits deux mètres de haut.

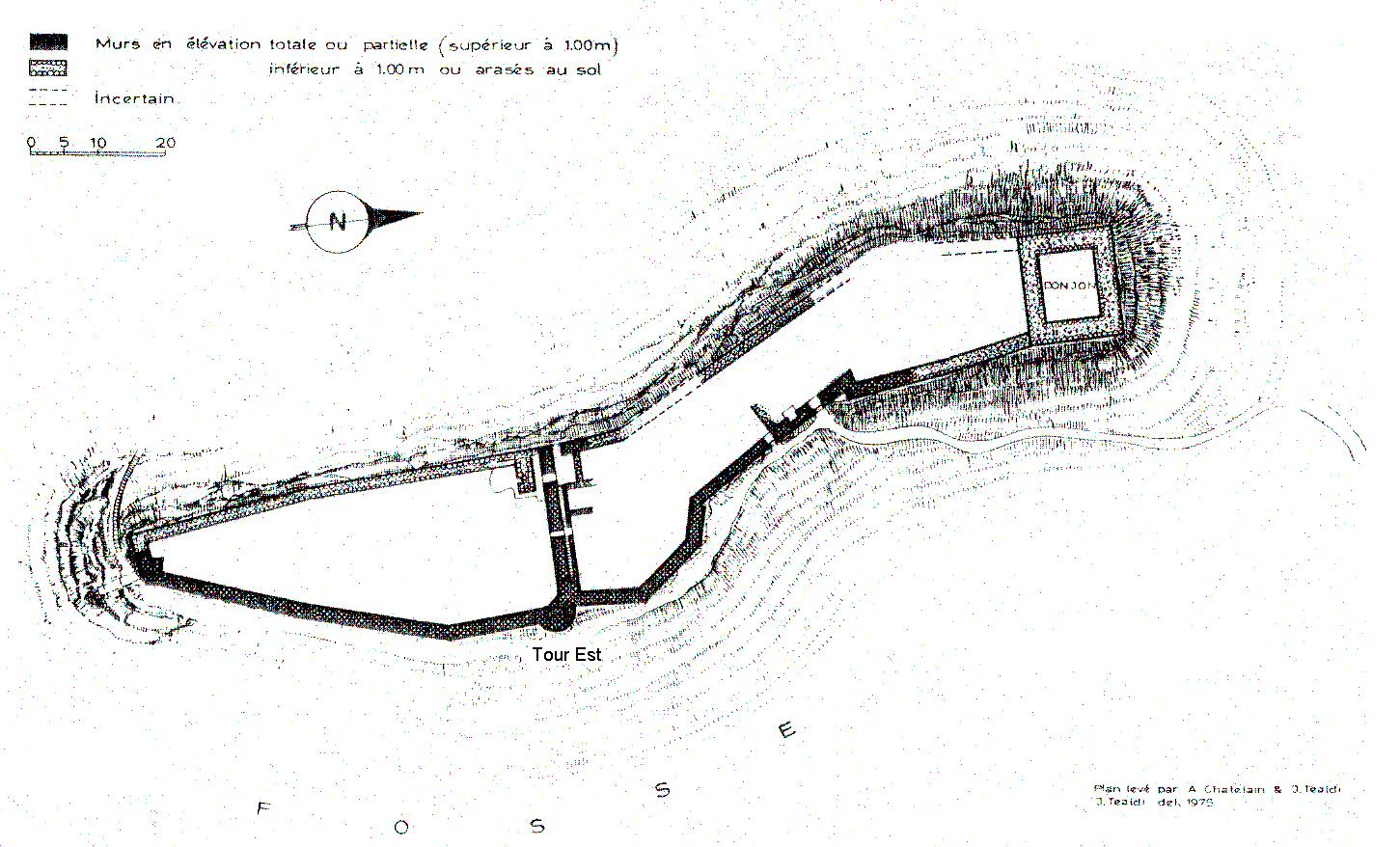
Plan du château (1975).

Les ruines de la vieille forteresse sont peu visibles au milieu de la végétation buissonnante. Au nord, subsiste l’emplacement du donjon quadrangulaire mesurant à l’intérieur 8 m de large sur 10 m de long et possédant des murs épais de 3 m où l’on distingue un appareil en opus spicatum. Au sud et un peu plus bas s’étire l’étroit enclos fortifié qui couronne la butte. Ses murs au tracé irrégulier, sans flanquement et comportant des angles rentrants bordent l’escarpement. La muraille à l'est s’élevant des fois à plus de 6 m de haut présente un appareil irrégulier en grès et silex : une porte y est percée. La partie la plus méridionale, en pointe vers la vieille route, est constituée d'une sorte de réduit triangulaire de 50 m de long fermé par une muraille épaisse transverse est-ouest de 23 m de long, plus récente, sur laquelle étaient accolés bâtiments et citerne. La constatation la plus évidente est l’irrégularité du plan, soumis à la topographie, couvrant une étendue de 1 650 m2, assez vaste pour contenir une forte garnison.